# Сказки с тёмной стороны
«Сказки с тёмной стороны» (англ. Tales From The Darkside: The Movie) — американский фильм ужасов 1990 года, снятый режиссёром Джоном Харрисоном по мотивам одноимённого телесериала, выходившего с 1983 по 1988 год.

## Сюжет
Бэтти, состоятельная домохозяйка из пригорода и современная ведьма, планирует званый ужин для своих коллег-ведьм. Главным блюдом должен быть Тимми — маленький мальчик, которого она поймала и посадила на цепь в своей кладовой. Чтобы помешать ей приготовить его, мальчик рассказывает ей три истории из книги, которую она ему дала, под названием «Сказки с тёмной стороны».
Мальчик, чтобы протянуть время, читает ей страшные истории из сборника: о воскресшей древней мумии («Номер 249»; сценарий Майкла Макдауэлла по одноимённому рассказу Артура Конан Дойла), зловещем чёрном коте («Кот из ада»; сценарий Джорджа Ромеро по одноимённому рассказу Стивена Кинга) и ожившей гаргульи («Любовная клятва»; сценарий Майкла Макдауэлла по мотивам японского фольклора).
Номер 249
Аспирант Эдвард Беллингем был беден и нуждался в деньгах. Сьюзан и Ли, обвинив Беллингема в краже, не позволили ему выиграть конкурс на получение стипендии. Беллингем решает отомстить им. Он с помощью пергамента воскрешает мумию, которая убивает Ли и Сьюзан. Энди, брат Сьюзан, живший в одном общежитии с Беллингемом, догадался, кто убил его сестру и друга. Энди похищает Беллингема, уничтожает ожившую мумию и сжигает папирус для её воскрешения, после чего отпускает его. Беллингем воскрешает Сьюзан и Ли и отправляет их в общежитие к Энди, передавая ему привет.
Кот из ада
Дроган, богатый старик, нанимает киллера Холстона, чтобы он убил его кота. Передвигающийся на инвалидной коляске старик считает кота смертельной опасностью для себя. Кот убил трёх его домочадцев: сестру, подругу сестры и дворецкого. Фармацевтическая компания Дрогана проводила испытания препарата и погубила 5000 кошек. Дроган убеждён, что чёрный кот здесь для того, чтобы осуществить месть. Холстон охотится на кота в доме, но все его попытки тщетны. Кот убивает киллера, забравшись ему через рот в брюшную полость. Вернувшись домой, Дроган видит лежащего на полу мёртвого киллера. Кот вылезает из трупа киллера и прыгает на колени к Дрогану, вызывая у старика смертельный сердечный приступ.
Любовная клятва
Престон — неудачливый художник. Он живёт в студии с потолочным окном, в которое смотрит большая каменная гаргулья, находящаяся на карнизе соседнего здания. Работы Престона не пользуются спросом, он разорён и не знает, как ему дальше жить. Подвыпивший Престон возвращается домой из ближайшего бара. Внезапно перед его другом барменом появляется ожившая гаргулья, обезглавив последнего, после чего приближается к самому Престону. Художник просит гаргулью о пощаде. Чудовище отпускает Престона в обмен на обещание, что он никогда и никому о нём не расскажет. Престон даёт гаргулье клятву, и она исчезает. Несколько минут спустя он встерчает в переулке заблудившуюся девушку-афроамериканку по имени Кэрола, которую приводит к себе домой. Молодые люди испытывают влечение друг к другу и сближаются. Вскоре жизнь Престона налаживается: благодаря Кэроле и её подруге-галеристке карьера художника идёт в гору, а его картины успешно продаются. Престон и Кэрола вступают в брак, и у них рождается двое детей: сын и дочь. Но Престона мучают воспоминания о той ночи, что изменила его жизнь, и в десятую годовщину свадьбы он рассказывает жене о встреченном им тогда в переулке монстре. На его глазах Кэрола превращается в безобразную гаргулью, напомнив супругу о нарушенном им обещании держать их встречу в тайне, из-за чего она больше не может оставаться человеком. В маленьких гаргулий превращаются и дети Престона. Гаргулья перегрызает мужу-художнику горло, после чего вместе с детьми улетает. В финальной сцене на карнизе соседнего здания восседает каменная гаргулья, обнимающая своих спящих детёнышей…
Заинтригованная Бэтти говорит, что Тимми приберёг свою лучшую историю напоследок, но мальчик отвечает, что следующая будет ещё лучше и со счастливым концом. Ведьма замечает, что уже слишком поздно, так как она должна начинать готовить из него жаркое. Но когда вооружившаяся целым набором разделочных ножей Бэтти приближается к Тимми, он рассказывает ей историю о самом себе и бросает на пол несколько спрятанных в кармане шариков, на которых она подскальзывается, падая спиной на укреплённые на разделочной доске ножи. Тимми подбирает обронённые ею ключи, открывает свои оковы и освобождается, после чего отправляет тяжелораненую ведьму в её собственную духовку. Пока коварная хозяйка поджаривается там заживо, Тимми берёт из пачки печенье и с удовлетворением произносит: «Здорово, когда сказка хорошо кончается!»

## В ролях
| Захватывающая история - Дебора Харри — Бетти - Мэттью Лоуренс — Тимми - Дэвид Форрестер — священник | Номер 249 - Стив Бушеми — Эдвард Беллингем - Джулианна Мур — Сьюзан Смит - Кристиан Слейтер — Энди Смит - Роберт Седжвик — Ли Монктон - Дональд Ван Хорн — эпизод - Майкл Дик — мумия - Джордж Гидалл — директор музея - Кэтлин Шелфант — декан - Ральф Марреро — таксист | Кот из ада - Уильям Хикки — Дроган - Дэвид Йохансен — Холстон - Пол Грино — таксист - Элис Драммонт — Кэролин - Долорес Саттон — Аманда - Марк Марголис — Гейдж | Любовная клятва - Джеймс Ремар — Престон - Рэй Дон Чонг — Кэрола - Роберт Кляйн — Уайатт - Эштон Уайз — Джерард - Филип Ленковски — Мэддокс - Джо Дабениньо — полицейский - Ларри Сильвестри — полицейский - Донна Дэвидж — владелица галереи - Николь Лич — Маргарет - Дэниел Харрисон — Джон |

## Награды
- Гран-при кинофестиваля в Авориазе[3]